# Марушевець-Новий
Марушевець-Новий (пол. Maruszewiec Nowy) — село в Польщі, у гміні Борки Радинського повіту Люблінського воєводства.